# Яковлев, Геннадий Павлович
Генна́дий Па́влович Я́ковлев (7 июня 1938 — 12 января 2024) — российский ботаник (систематик высших растений), специалист в области фармакогнозии. Ректор Санкт-Петербургской химико-фармацевтической академии, заведующий кафедрой фармакогнозии, профессор кафедры фармакогнозии, по совместительству — ведущий научный сотрудник Ботанического института им. В. Л. Комарова.
Был одним из крупнейших специалистов в мире по растениям семейства Бобовые.

## Биография
Родился 7 июня 1938 года в Ленинграде.
С 1957 года, будучи студентом, начал работать в Ботаническом институте им. В. Л. Комарова. Окончил Ленинградский химико-фармацевтический институт (ныне Университет) в 1960 году, здесь же остался работать; прошёл путь от ассистента до ректора. Доктор биологических наук (Тартуский университет, 1974).
В 1975 году начал педагогическую деятельность; с 1979 года — профессор кафедры фармакогнозии и ботаники ЛХФИ. Под руководством Яковлева было защищено 30 кандидатских и 6 докторских диссертаций.
Принимал участие в проектах по изучению флоры Кубы, Вьетнама, Монголии, Центральной Азии, Европейской части СССР и др.
Участвовал в многочисленных экспедициях, связанных как с изучением местных флор, так и с поиском новых лекарственных растений — как на территории бывшего Советского Союза (в Средней Азии, на Алтае, в Забайкалье), так и в Северной Африке, на Кубе, во Вьетнаме, Австралии, Новой Гвинее, на островах Океании.

## Результаты научной деятельности
Автор более 250 научных публикаций. Участвовал в написании «Жизни растений» — крупнейшего научно-популярного ботанического справочного пособия в СССР. Автор более 50 статей «Большой российской энциклопедии». Разработчик ряда фармакопейных статей для XI и XIII изданий Государственной фармакопеи Российской Федерации.
Автор и редактор многочисленных учебников и учебных пособий. В частности, его учебник по ботанике для будущих провизоров, впервые изданный в 1990 году, выдержал уже 6 изданий (последнее — в 2017 году).
Яковлевым было описано более тридцати новых для науки ботанических таксонов. Кроме того, большое число таксонов было им реклассифицировано. Список названий на сайте International Plant Names Index, автором либо соавтором которых является Г. П. Яковлев, по состоянию на начало 2024 года состоял из 285 пунктов.

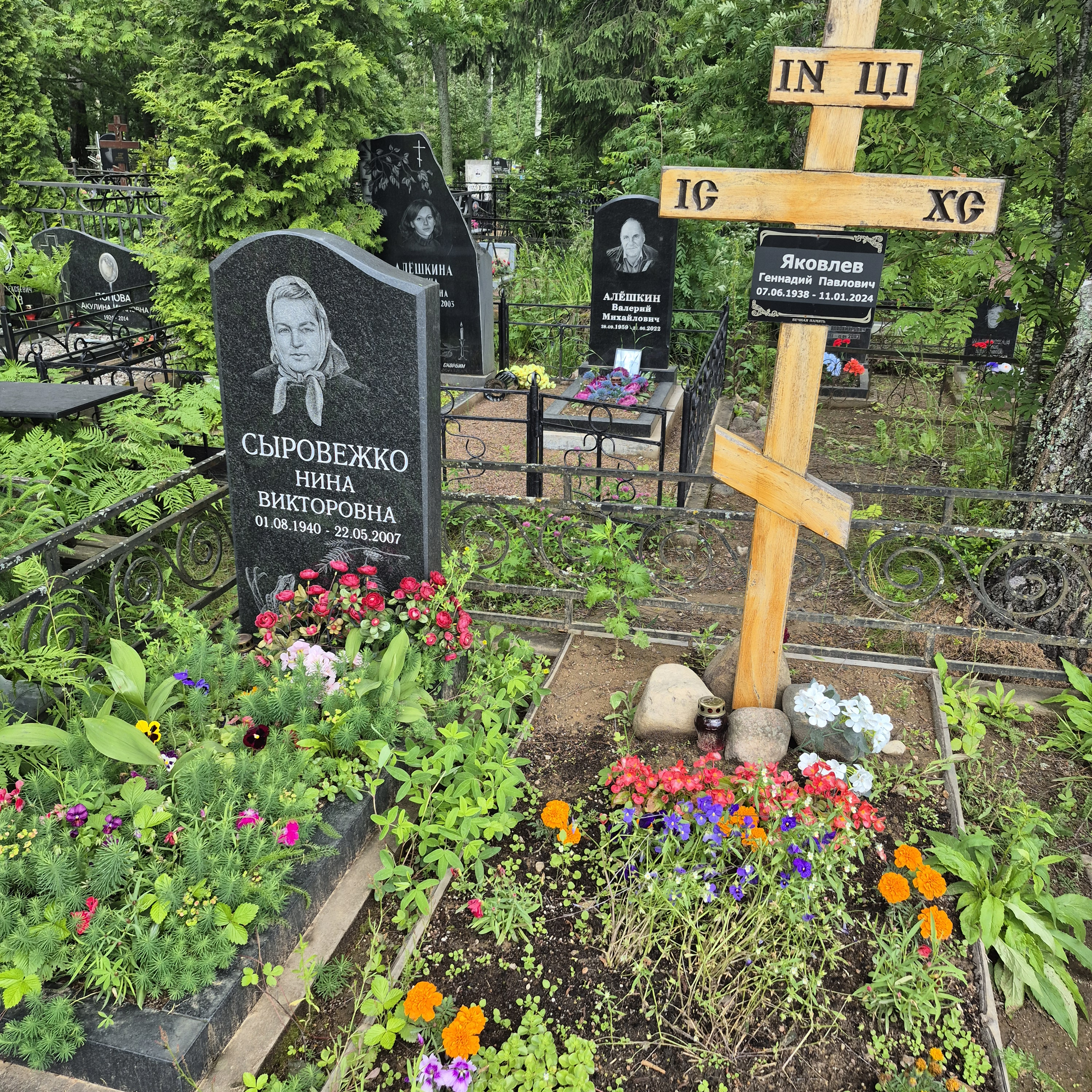

Похоронен на Сертоловском кладбище 16 января 2024 года (1-й Лесной участок).

### Некоторые труды
- Заметки по систематике и географии рода Sophora L. и близких родов // Труды Ленинградского химико-фармацевтического института. 1967 21: 42-62.
- Яковлев Г. П.; Сыровежко, Н. В., 1967. Труды Ленинградского химико-фармацевтического института. 21: 90-98.
- Яковлев Г. П.; Связева О. А., 1987. Заметки о видах секций Caragana roda Caragana Lam. (Fabaceae) Новости сист. высш. раст. 24: 126
- Баррето, А.; Яковлев Г. П., 1990. [Новые таксоны Chamaecrista (Leguminosae, Caesalpiniaceae) с Кубы.] Bot. Журн. 75: 888—893.
- Яковлев Г. П.; Сытин А. К.; Росков Ю. Р., 1996. Бобовые культуры Северной Евразии. Контрольный список. Опубликовано Royal Botanic Gardens Kew, 482—503